# 小行星5920
小行星5920（英語：5920）是一颗围绕太阳公转的小行星。1992年9月30日，亨利·E·霍爾特在帕洛马山发现了此天体。
这颗小行星的绝对星等为61.98233722217188等。